# Zelmira
A Zelmira bizonytalan eredetű női név, az olaszban  irodalmi névalkotás, amelyet a Gelmiro férfinév párjaként tartanak számon, Gioachino Rossini és Christoph Willibald Gluck operáiban fordul elő. A férfinevet egy germán eredetű spanyol névből származtatják, eszerint a jelentése győzelem + híres, más vélemény szerint arab eredetű, a jelentése ekkor ragyogó, fénylő.

## Gyakorisága
Az 1990-es években szórványos név, a 2000-es években nem szerepel a 100 leggyakoribb női név között.

## Névnapok
- február 21.[2]
- április 21.[2]